# Protěž žlutobílá

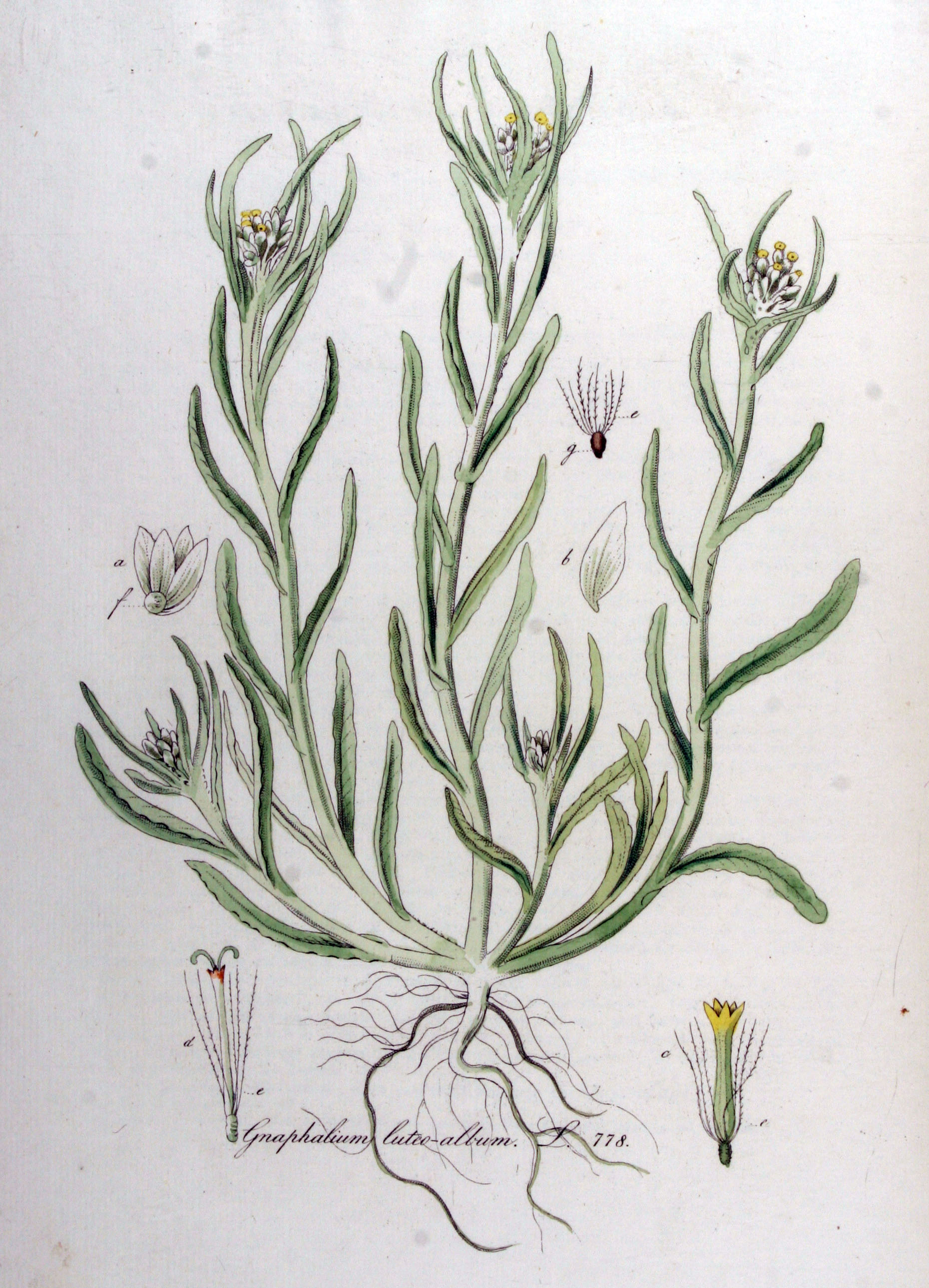
Nákres rostliny

Protěž žlutobílá (Pseudognaphalium luteo-album, syn. Gnaphalium luteo-album, Helichrysum luteo-album) je nenápadná, jednoletá rostlina vlhkých a světlých míst, je jediným druhem rodu Pseudognaphalium který v přírodě České republiky roste. Jedná se o bylinu jež se v Česku vyskytuje jen velice vzácně a hrozí ji vyhynutí.

## Taxonomie
Současné taxonomické pojetí tohoto druhu je neujasněné. V nedávné době byla protěž žlutobílá převedena z rodu Gnaphalium do rodu Pseudognaphalium a nyní se ukazuje, že je snad geneticky příbuzná spíše s rodem Helichrysum.

## Rozšíření
Druh je kosmopolitně rozšířený především na územích s teplým a mírným klimatem. Jeho nesouvislý areál sahá z Evropy přes Afriku, Střední a Jihovýchodní Asii až po Austrálii a Nový Zéland, roste i v Americe kde je tento druh nepůvodní. V Evropě probíhá severní hranice výskytu přes jih Britských ostrovů a Švédska až po Litvu, západní Portugalskem a jižní po březích Středozemního moře.
V České republice roste ve dvou oddělených areách. Česká se nachází v Třeboňské pánvi u Lomnice nad Lužnicí (sádky Šaloun) a Hluboké u Borovan (rybník Horní Rohožný), moravská area se rozkládá na Hané a u Lednice (Allahovy rybníčky).

## Ekologie
Tento druh se vyskytuje nejčastěji na obnažených dnech a březích rybníků a řek, roste také na mokrých polích, mezích, pasekách a světlých mýtinách v borových lesích. Vyžaduje dlouhodobě vlhké až mokré půdy které mohou být písčité, hlinité nebo jílovité, na alkalitě půdy příliš nezáleží. Roste na stanovištích v nezapojených společenstvech obnažených půd společně s jinými málo konkurenčně schopnými druhy, hlavně v teplejších oblastech od nížin po pahorkatiny.

## Popis

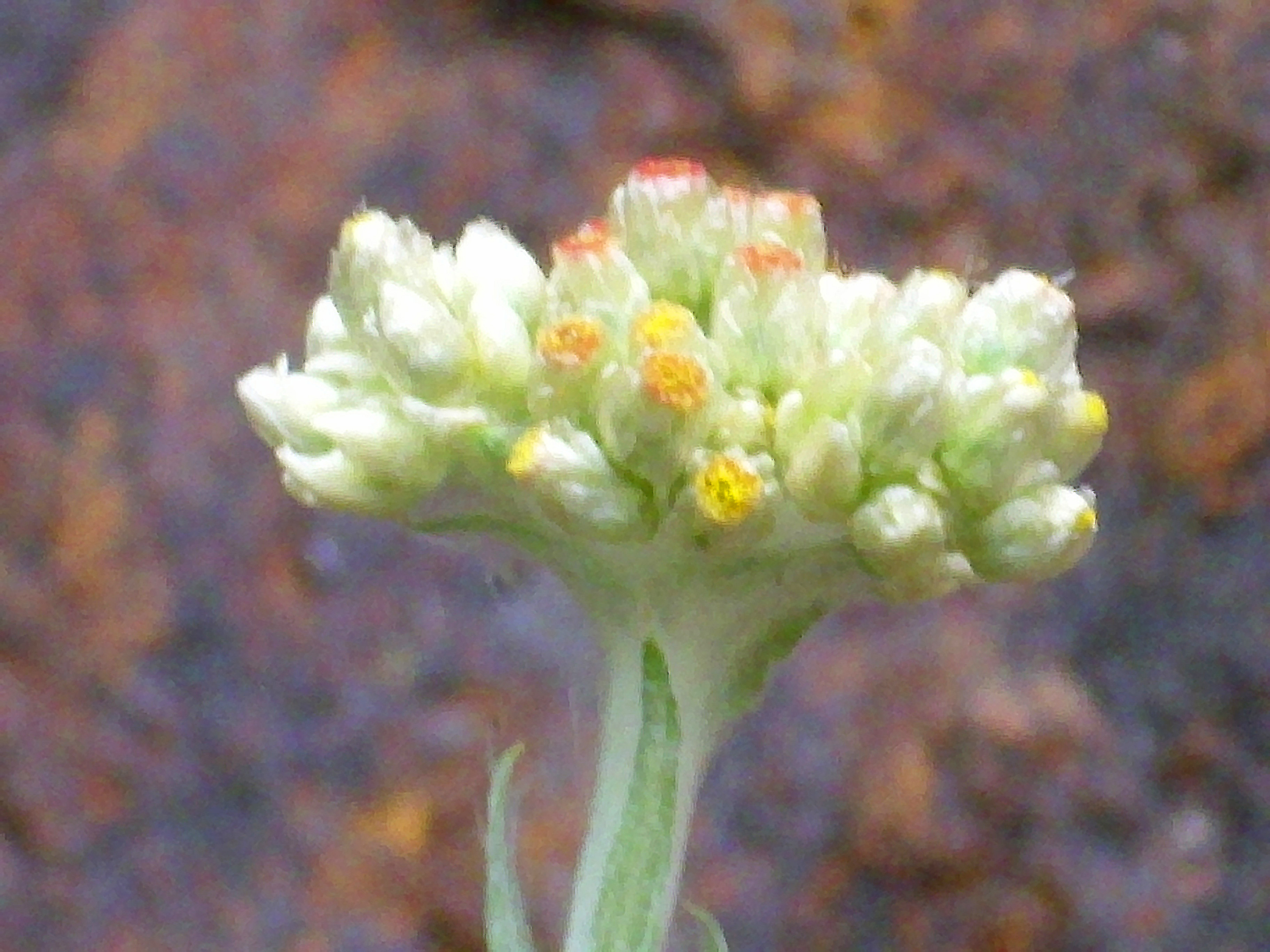
Nerozvité květenství

Protěž žlutobílá je jednoletá, šedě plstnatá rostlina, vysoká 10 až 60 cm. Vyrůstá z tenkých, bohatě větvených kořenů a lodyhu mívá jednoduchou nebo od spodu rozvětvenou. Lodyhy, přímé nebo vystoupavé, jsou střídavě porostlé šedoplstnatými, poloobjímavými listy. Spodní listy, podlouhle obvejčité až kopisťovité jsou dlouhé 2 až 5 cm a 0,5 cm široké, jednožilové a na konci tupé. Listy ve střední a horní části lodyhy se směrem vzhůru postupně zkracují i zužují a na konci se stávají zašpičatělé.
Na koncích větví nebo lodyh vyrůstají květní úbory sdružené po čtyřech až dvanácti do strboulů nebo chocholíků. Uprostřed úboru bývá asi deset oboupohlavných květů se žlutou nebo narůžovělou, úzce nálevkovitou, pěticípou korunou. Po obvodě květního lůžka je okolo stovky samičích květů s červenou nebo narůžovělou, nitkovitou třícípou korunou. Pohárkovitý dvouřadý zákrov má listeny nestejně dlouhé, světle hnědé, slámově žluté až bělavé a částečně průsvitné. Vnější listeny jsou eliptické až vejčité, vnitřní podlouhlé i čárkovité.
Rostliny kvetou od června do září, opylovány jsou hmyzem. Plody jsou elipsovité nažky 0,6 mm dlouhé a krátce chlupaté. Jejich opadavý chmýr bývá dlouhý 2,5 mm. Ploidie druhu je 2n = 14.

## Ohrožení
Protěž žlutobílá je v „Červeném seznamu cévnatých rostlin České republiky“ uváděna jako kriticky ohrožený druh (C1t), obdobně je posuzována v Německu, Rakousku i na Slovensku. V seznamu zvláště chráněných druhů rostlin stanoveném vyhláškou MŽP ČR č. 395/1992 Sb. ve znění vyhl. č. 175/2006 Sb. uvedena není.